# Yronde-et-Buron
Yronde-et-Buron é uma comuna francesa na região administrativa de Auvérnia-Ródano-Alpes, no departamento Puy-de-Dôme. Estende-se por uma área de 14,68 km². Em 2010 a comuna tinha 669 habitantes (densidade: 45,6 hab./km²).